# Helicoverpa punctigera
Helicoverpa punctigera és una espècie de lepidòpter ditrisi de la família dels noctúids (Noctuidae). És originària d'Austràlia i de vegades arriba a Nova Zelanda. La seva envergadura és d'uns 4 cm.
La larva s'alimenta de diverses espècies vegetals, i és considerada plaga del tabac, lli, pèsols, alfals, gira-sol (meravella), cotó, blat de moro, tomàquet i altres cultius.